# Almindelig hasselurt
Almindelig hasselurt (Asarum europaeum) eller blot Hasselurt er en stedsegrøn flerårig urt, der i Danmark dyrkes og desuden af og til findes fovildet i naturen.

## Beskrivelse
Vækstformen er krybende med delvist underjordiske stængler. Bladstilkene er oprette og ca. 20 cm lange. Bladene er nyreformede til hjerteformede og helrandede. Oversiden er mørkegrøn med lyse strenge, mens undersiden er lysegrøn.
Blomstringen sker i maj, men man ser ikke meget til de brune blomster. De sidder skjult under bladene. Frøene, som er små nødder, modner godt og spirer villigt. Frøene har et fedtholdigt vedhæng, der gør det tiltrækkende for myrer at sprede dem (se myrelegeme).
Rodnettet består af grove trævlerødder, som sidder på jordstænglerne.
Højde x bredde og årlig tilvækst: 0,20 x 0,10 m (20 x 10 cm/år). 9 planter dækker 1 m² på 4 år. Disse mål kan fx bruges til beregning af planteafstande, når arten anvendes som kulturplante.

## Voksested
Hasselurt optræder som skovbundsplante i blandede løvskove på kalkbund i Mellemeuropa.
Naturreservatet Dívčí Kámen ligger, hvor bækken Křemže løber ud i Moldau, dvs. i distriktet Český Krumlov, Tjekkiet. Her findes arten på gnejsklipper i rester af en oprindelig skov med avnbøg og skovfyr som de dominerende arter sammen med bl.a. ahorn, blåbær, bøg, hassel, alm. ædelgran, blå anemone, bølget bunke, dunbirk, fladkravet kodriver, hvid anemone, knoldet kulsukker, småbladet lind og tyttebær

## Giftighed
Alle dele af planten indeholder en hudirriterende olie, som er giftig.
| Portal | Portal:Botanik |

## Note
1. ↑  Ekocentrum Šípek: Dívčí Kámen (tysk)